# Friedens- und Freundschaftsvertrag von Angora
Der Friedens- und Freundschaftsvertrag von Angora (bulgarisch Ангорски договор/Angorski dogowor) war ein Freundschaftsvertrag zwischen dem Königreich Bulgarien und der Türkei in den 1920er Jahren. Unter anderem regelte er die Entschädigungen für den Verlust des Grundbesitzes der jeweiligen Flüchtlinge aus den Balkankriegen von 1912/1913, die im Vertrag von Konstantinopel von 1913 offengeblieben waren. Der Vertrag wurde am 18. Oktober 1925 in Angora (heute Ankara) von Simeon Radew und Tevfik Kâmil Bey unterzeichnet. Er wurde zwar von den Parlamenten der beiden Staaten ratifiziert, jedoch seitens der Türkei bis heute nicht umgesetzt.
Der zu entschädigende Grundbesitz teilt sich wie folgend auf:
Häuser: 34.062 bulgarische Häuser in die Türkei und 3.607 türkische Häuser in Bulgarien
Felder und Wiesen: 1.960.000 da bulgarischer Grundbesitz in die Türkei und 286.000 da türkischer Grundbesitz in Bulgarien
Wälder: 216.000 da von Bulgaren in die Türkei und 1.225 da von Türken in Bulgarien.
Da die Umsetzung noch offen ist und vor dem Hintergrund der laufenden Beitrittsverhandlungen der EU mit der Türkei, wurde das seit 1925 offene Problem der Entschädigung dem EU-Parlament 2008 als ein Punkt für die Beitrittsverhandlungen aufgenommen. Mit dem Protokoll fordert das EU-Parlament die türkische Regierung unter anderem auf, die Entschädigungsverfahren für die bulgarischen Flüchtlinge aus Thrakien zu beschleunigen. Nach offiziellen Angaben der bulgarischen Regierung von 1983 sind noch Zahlungen an Bulgarien in Höhe von 10 Milliarden US-Dollar durch den türkischen Staat offen.
2010 bezifferte Boschidar Dimitrow, Minister ohne Geschäftsbereich und zuständig für die im Ausland lebenden Bulgaren die Zahl auf 20 Milliarden US-Dollar. Weiter gab die bulgarische Regierung bekannt, ihr Vetorecht im Bezug der Entschädigung der thrakischen Bulgaren bei einem möglichen EU-Beitritt der Türkei in Betracht zu ziehen.
Im Oktober 2010 sprach der Vorsitzende der Partei Ataka Wolen Siderow von 10 Milliarden Euro. Nach seinen Worten könne nur durch deren Bezahlung die Frage nach den Gütern und Ländern der durch völkermörderische Vertreibung verjagten Bulgaren gelöst werden.
- Siehe auch: Thrakische Bulgaren